# Sally Can't Dance
Sally Can't Dance es el cuarto álbum de estudio del músico estadounidense Lou Reed, editado en 1974 por RCA Victor. Es también uno de los discos más "personales" de Reed, además de uno de los más exitosos durante esta etapa. 

## Grabación y Contenido
Tras haber sido criticado negativamente por Berlin, Lou Reed es presionado por RCA para que vuelva a grabar un nuevo material de estudio con mejor aceptación comercial, sobre la base de esto decide recurrir a algunas canciones que tenía desde su paso por The Velvet Underground. La grabación comenzó en marzo de 1974, Electric Lady Studios, en lugar de trabajar en los estudios de RCA como habitualmente lo hacía, junto a Prakash John y "Whitey" Glan, quienes habían sido parte de la banda soporte de Reed en vivo, y se completaría en un período aproximado de un mes.
Además de la canción homónima, el disco incluye "N.Y. Stars" (en el que Reed se burla de los "imitadores de cuarta categoría" que trataron de impresionar copiando su estilo), "Kill Your Sons" (un reflejo de su permanencia en un hospital psiquiátrico por insistencia de sus padres, durante sus años de adolescencia), y "Billy", sobre el destino de un compañero de clase y amigo de la infancia de Reed con ambiciones "más normales" que él, que también incluye a Doug Yule, exbajista y compañero de Reed en The Velvet Underground, siendo la primera vez que comparten un estudio en más de 3 años, y luego lo acompañaría en algunas presentaciones en vivo y en la grabación de Coney Island Baby.
Durante las presentaciones en vivo de Reed, "Kill Your Sons" sería una de las más interpretadas, apareciendo también en el directo Live in Italy.

## Canciones
- Todas las canciones fueron escritas y compuestas por Lou Reed.

1. "Ride Sally Ride" – 4:06
2. "Animal Language" – 3:05
3. "Baby Face" – 5:06
4. "N.Y. Stars" – 4:02
5. "Kill Your Sons" – 3:40
6. "Ennui" – 3:43
7. "Sally Can't Dance" – 4:12
8. "Billy" – 5:10

### Bonus tracks en la reedición
1. "Good Taste" – 3:30
2. "Sally Can't Dance" (Single Version) – 2:56

## Personal
Músicos
- Lou Reed – Voz líder y guitarra.
- Danny Weis – Guitarra líder, pandereta, coros y dirección de vientos.
- Doug Bartenfeld - Guitarra.
- Prakash John – Bajo y coros.
- Steve Katz – Armónica y dirección de vientos.
- Michael Fonfara – Teclados, coros y dirección de vientos.
- David Taylor, Lou Marini, Trevor Koehler, Jon Faddis, Alan Rubin, Alex Foster  Lew Soloff – Vientos.
- Pentti "Whitey" Glan – Batería.
- Michael Wendroff – Coros.
- Joanne Vent – Coros.
- Lew Soloff y Martin Sheller – Dirección de vientos.

Músicos adicionales.
- Doug Yule – Bajo en "Billy".
- Paul Fleisher – Saxofón en "Billy".
- Ritchie Dharma – Batería en "Kill Your Sons" y "Ennui"